# Скатоподобни
Скатоподобните, още Ромбоподобни (Rajiformes) са разред Хрущялни риби.

## Класификация
Според най-разпространената класификация разредът се дели на 4 семейства.
- Rajidae – Морски лисици, Ромбовидни
- Rhinidae
- Rhinobatidae – Риби китара
- Rhynchobatidae

- † Rhombodontidae – фосилно семейство (етаж маастрихт от периода креда), находки в Европа, Азия, Африка, Северна и Южна Америка.[2].